# Michael Brandmüller

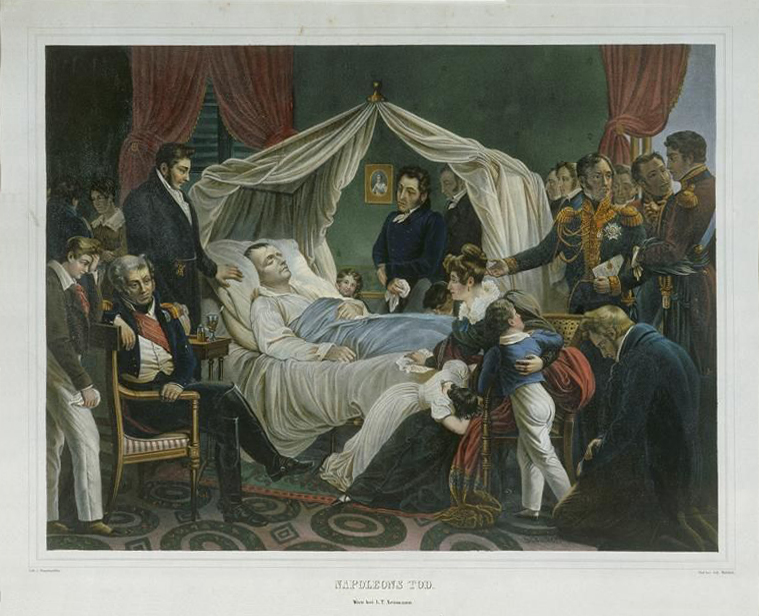
Napoleons Tod

Michael Brandmüller (* 1793 in Wien; † 1852 ebenda) war ein österreichischer Maler, Miniaturmaler und Lithograf.

## Leben und Schaffen
Brandmüller studierte an der Akademie der Bildenden Künste Wien und ab dem 9. April 1823 an der Königlichen Akademie der Künste in München. Von 1826 bis 1835 war er Mitglied im Münchener Kunstverein, danach ließ er sich in Wien nieder und war vor allem als Miniaturmaler tätig. Auch widmete er sich ab 1825 auch der Lithografie. Er schuf lithografische Porträts bekannter Persönlichkeiten und auch Abbildungen nach eigenen Vorlagen und nach den Meisterwerken der Vergangenheit, wie Raffael.